# Against All Authority
Against All Authority was een Amerikaanse punkband gevormd in 1992 en afkomstig uit Cutler Ridge, Florida. De muziekstijl van de band wordt sterk beïnvloed door ska. De band heeft een sterke DIY-visie. Na 2007 was de band niet meer actief.

## Geschiedenis
Against All Authority werd opgericht in Cutler Ridge, Florida in 1992 en had van begins af aan al een uitgesproken links-politieke mening, waar ook over werd gezongen. De betrokkenheid bij politieke en sociale kwesties van de band is duidelijk zichtbaar in de teksten van de nummers. Ook DIY is belangrijk voor de band. Ze zeggen zelf dat dit deels komt vanwege de invloed die de punkbands Dead Kennedys en Subhumans op hen hebben gehad. Al snel na het oprichten van de band besloot de band om concerten te boeken, opnames maken en zelfs eigen shirts te maken. Hun eerste uitgave getiteld "Above The Law" werd uitgebracht op het label Far Out Records. Later tekenden ze bij het onafhankelijk platenlabel Hopeless Records. Naast het touren en opnemen, was de band ook vaak betrokken bij demonstraties en andere politieke evenementen.

## Discografie
Studioalbums
- Destroy What Destroys You (1996)
- All Fall Down (1998)
- 24 Hour Roadside Resistance (2000)
- Nothing New for Trash Like You (2001)
- The Restoration of Chaos & Order (2006)

Singles en ep's
- Above The Law (7", 1994)
- Less Than Jake/Against All Authority (split 7", 1995)
- Reject (split 7" met Anti-Flag, 1996)
- -AAA- & The Pist (split 7", 1996)
- Exchange (split-ep met The Criminals, 1999)
- Against All Authority/Common Rider (split-ep, 2005)